# أبوسوم ضئيل رمادي
أبوسوم ضئيل رمادي (الاسم العلمي:Marmosops incanus)، هو نوع من الأبوسوم يتواجد في البرازيل.